# Đảo Chu Sơn
Đảo Chu San hay đảo Chu Sơn (chữ Hán: 舟山岛) là hòn đảo chính của quần đảo cùng tên là quần đảo Chu San, thuộc quyền quản lý hành chính của địa cấp thị Chu San, tỉnh Chiết Giang, Cộng hòa Nhân dân Trung Hoa. Tên gọi của nó có nghĩa là "núi thuyền", do hình dạng của nó tựa như một chiếc thuyền. Nó là hòn đảo lớn nhất tỉnh này, và là đảo lớn thứ tư tại Trung Quốc (sau các đảo Đài Loan, Hải Nam, Sùng Minh). Đảo này cũng là nơi đặt trụ sở các quận Định Hải và Phổ Đà.

## Địa lý
Với trung tâm đảo khoảng 30° vĩ bắc và 122° kinh đông, nó nằm theo hướng dài từ tây bắc xuống đông nam và có chu vi khoảng 170,16 km (105,73 dặm Anh), với chiều dài tối đa 44 km (27 dặm Anh), và chiều rộng tối đa 18 km (11 dặm Anh). Diện tích đảo này là 502,65 km² (194,07 dặm² Anh), khi tính cả vùng chịu ảnh hưởng của thủy triều. Tại điểm gần đại lục nhất, nó cách Trung Hoa đại lục khoảng 9,1 km. Điểm cao nhất có độ cao 503,6 m trên mực nước biển.
Đảo có địa hình đa dạng với các sườn đồi và thung lũng, và nhiều con suối chảy ra từ đó, trong số này đáng kể nhất là Đông giang, chảy vào bến cảng Định Hải. Trên đảo này có vài trăm cầu cảng, chia thành ba khu vực: Khu cảng Định Hải, khu cảng Thẩm Gia Môn (沈家门港区) và khu cảng Lão Đường Sơn (老塘山港区). Các khu vực dành cho du lịch bao gồm các khu cảng Thẩm Gia Môn và Định Hải.

## Phân chia
440.000 người, chủ yếu là người Hán, trong 150.000 hộ gia đình, sinh sống trong 17 đơn vị hành chính trực thuộc các quận Định Hải và Phổ Đà trên đảo Chu San:
| 10 nhai đạo: - Giải Phóng (解放), trung tâm quận Định Hải - Xương Quốc (昌国), Định Hải, khu đô thị cũ của Chu San - Hoàn Nam (环南), Định Hải - Thành Đông (城东), Định Hải - Diêm Thương (盐仓), Định Hải - Lâm Thành (临城), Định Hải, khu đô thị mới của Chu San - Thẩm Gia Môn (沈家门), trung tâm quận Phổ Đà - Câu Sơn (勾山), Phổ Đà - Đông Cảng (东港), Phổ Đà - Triển Mao (展茅), Phổ Đà | 6 trấn (thuộc Định Hải): - Bạch Toàn (白泉) - Song Kiều (双桥) - Mã Áo (马岙) - Sầm Cảng (岑港) - Càn Thạch Lãm (干石览) - Tiểu Sa (小沙) 1 hương (thuộc Định Hải): - Bắc Thiền (北蝉) |

## Du lịch
Đỉnh núi Thanh Long có bia kỷ niệm các liệt sĩ cách mạng. Định Hải có một số điểm liên quan tới Chiến tranh Nha phiến:
- Công viên kỷ niệm Chiến tranh Nha phiến (鸦片战争纪念公园)
- Tam trung từ (三忠祠)
- Bia tuẫn nạn Diêu công (姚公殉难处碑)
- Bia tuẫn nạn nghĩa sĩ Lý tiên sinh (义士李先生殉难处碑)
- Pháo đài thành Chấn Viễn (震远城炮台)
- Thành đất Đạo Đầu (道头土城)

Tại đây cũng có những di chỉ liên quan tới xung đột Minh-Thanh: 
- Đồng Quy vực (同归域)
- Giếng trong cung nguyên phi của Lỗ vương (鲁王元妃宫井)

Các di chỉ khác còn có:
- Tổ Ấn tự (祖印寺), có từ năm 940.
- Bảo tàng Tam Mao (三毛祖居纪念馆)